# Mésia (província romana)
Mésia foi o nome de diversas províncias romanas criadas na região histórica da Mésia (em latim: Moesia) pelo Império Romano. Durante a sua longa história, a província romana da Mésia passou por diversas configurações diferentes que variavam de acordo com as ameaças externas a serem enfrentadas.

## História
Em 75 a.C., Caio Escribônio Curião, procônsul da província da Macedônia, liderou um exército que chegou até o Danúbio e conseguiu vencer os habitantes da região, que só foram de fato subjugados por Marco Licínio Crasso, neto do triúnviro e depois procônsul da Macedônia no reinado de Augusto, por volta de 29 a.C.. A região, porém, só seria organizada como uma província romana nos anos finais do reinado de Augusto. Em 6 d.C., aparece a primeira menção de um governador provincial, Cecina Severo. Como uma província, a Mésia estava sob comando de um legado consular imperial que, provavelmente, também controlava a Acaia e a Macedônia.

### Divisão da província
Em 86 d.C., o rei dácio Duras ordenou que suas tropas atacassem a Mésia romana. No ano seguinte, o imperador Domiciano pessoalmente chegou à região e a reorganizou-a em duas províncias separadas pelo rio Cebro (Ciabro): para o oeste, a Mésia Superior ("Mésia acima do rio") e a leste, a Mésia Inferior (também chamada de "Trácia Ripense" - Ripa Thracia). Cada uma era governada por um legado consular imperial e por um procurador.
As principais cidades da Mésia Inferior eram Esco (Colônia Úlpia, Gigen), Novas (perto de Svishtov, a principal capital de Teodorico, o Grande), Nicópolis no Istro (Nicupe; perto do rio Yantra, na realidade), Novioduno (Isaccea), Marcianópolis (Devnya), Odesso (Varna) e Tomi (Constança; para onde o poeta Ovídio foi banido). As duas últimas era cidades gregas que formavam uma pentápole com Istro, Mesembria (Nessebar) e Apolônia (Sozopol).
Na Mésia Superior, destacam-se Singiduno (Belgrado), Viminácio (também chamado de Élio; moderna Kostolac), Remesiana (Bela Palanka), Bonônia (Vidin), Raciária (Archar) e Escópia;

#### Guerras Dácias
A partir da Mésia, Domiciano planejou suas campanhas futuras na Dácia e, ainda em 87, ele iniciou uma forte ofensiva contra os dácios, liderada pelo general Cornélio Fusco. Assim, no verão de 87, Fusco liderou cinco ou seis legiões através do Danúbio. A campanha terminou sem um resultado decisivo e o rei dácio, Decébalo, desdenhosamente quebrou, em 89, os termos do acordo de paz que havia sido firmado ao final do confronto.
O imperador Trajano também esteve na Mésia e iniciou a sua primeira campanha contra o Reino da Dácia por volta de março-maio de 101, cruzando para a margem norte do Danúbio com quatro legiões (X Gemina , XI Claudia, II Traiana Fortis e XXX Ulpia Victrix) e derrotando o exército Dácio perto de Tapas, um passo nos Cárpatos (veja Segunda Batalha de Tapas). Apesar da vitória, as forças imperiais foram estropiadas no combate e Trajano adiou as demais campanhas naquele ano para permitir que as tropas se recuperassem, recebessem reforço e se reorganizassem. No inverno seguinte, Decébalo lançou um contra-ataque através do Danúbio, mas foi repelido. Trajano avançou e forçou-o a submeter no ano seguinte.
Trajano voltou para casa em triunfo e recebeu o título de "Dacicus Maximus". A vitória foi celebrada pelo Troféu de Trajano. Porém, Decébalo, em 105, invadiu o território romano tentando levantar as tribos ao norte em revolta contra o império. Trajano novamente foi a campo e, depois de construir uma enorme ponte sobre o Danúbio (um desenho de Apolodoro de Damasco), conquistou parte da Dácia em 106 (veja Segunda Guerra Dácia), o que deu origem à província da Dácia, vizinha da Mésia ao norte do Danúbio.

### Abandono da Dácia e novas reformas
No final do século III, o imperador Aureliano (r. 270–275) abandonou a província da Dácia aos godos e transferiu todos os cidadãos romanos da região para o sul do Danúbio, uma região da Mésia central que a partir daí passou a se chamar Dácia Aureliana (posteriormente dividida em Dácia Ripense e Dácia Mediterrânea). O território que era chamado de Dardânia (na Mésia Superior) foi transformado numa província especial por Diocleciano, com capital em Naísso (moderna Niš), a cidade natal de Constantino I em 272.
Diocleciano também rebatizou a Mésia Superior (exceto a Dácia Aureliana) como Mésia Prima (ou Mésia I) e dividiu a Mésia Inferior (menos a sua região mais ocidental) entre Mésia Secunda (ou Mésia II) e a Cítia Menor.

#### Mésia I
A Mésia I foi incorporada pela recém criada Diocese da Dácia, que estava sob a jurisdição da Prefeitura pretoriana da Ilíria.

#### Mésia II
A Mésia I foi incorporada pela recém criada Diocese da Trácia, que estava sob a jurisdição da Prefeitura pretoriana do Oriente. Suas principais cidades eram Marcianópolis, Odesso, Nicópolis (Nicopol), Abrito (Razgrado), Durostoro (Silistra), Transmarisca (Tutrakan), Sexaginta Prista (Ruse) e Novas, todas na Bulgária hoje. Como uma província de fronteira (Fronteira da Mésia), a Mésia foi reforçada com estações e fortalezas erguidas ao longo da margem sul do Danúbio e uma muralha foi construída entre Axiópolis e Tomi como uma proteção contra os citas e sármatas. A guarnição da província contava com a I Italica e a XI Claudia, além de diversas outras unidades de infantaria e cavalaria independentes, além de uma flotilha no Danúbio. A Notitia Dignitatum lista as unidades e bases na região na década de 390. Na Cítia Menor estavam ainda a I Jovia e a II Herculia.
Depois de 238, a Mésia passou a ser frequentemente invadida ou atacada pelos carpos, da Dácia, e pelos godos, que invadiram a região em 250. Pressionado pelos hunos, eles novamente cruzaram o Danúbio em 376 durante o reinado de Valente (r. 363–378) e, com permissão dele, se assentaram na Mésia. Porém, rapidamente apareceram problemas e os godos, liderados por Fritigerno, derrotaram Valente na grande Batalha de Adrianópolis. Estes godos são conhecidos como mésio-godos, justamente para quem Úlfilas posteriormente traduziria a Bíblia.
Os búlgaros, vindos da Ásia Central, se assentaram na Mésia por todo o século VI. No século seguinte, em 681, Constantino IV Pogonato (r. 668–685) foi forçado a reconhecer a existência de um estado búlgaro na Mésia, que, no futuro, tornaria-se o Primeiro Império Búlgaro.

## Sés episcopais
As sés episcopais da província que aparecem no Anuário Pontifício como sés titulares são:
- Abrito (Dobrich)
- Apiária (Orjahovo)